# Parc régional du réservoir Kiamika
Pour les articles homonymes, voir Kiamika (homonymie).
Le parc régional du réservoir Kiamika est un parc régional situé dans les Hautes-Laurentides, au Québec, au Canada. Ce réservoir fait partie de plusieurs municipalités ainsi que d’un territoire non organisé : Rivière-Rouge, Chute-Saint-Philippe, Lac-Saguay et Lac-Douaire.

## Réservoir Kiamika
Le Kiamika, signifiant « rocher escarpé », a une superficie de 52 km2. Le parc régional dont il fait partie a une superficie de 184,8 km2 . L’île de la Perdrix Blanche tout comme la petite île de la Perdrix sont les deux principales îles du réservoir et les plus vastes du Kiamika. Elles mesurent respectivement 11,7 km2 et 5,4 km2. Le réservoir peut voir sa superficie diminuer à 35 km2 lors de la vidange normalement effectuée en avril. Ce marnage important permet d’exposer des plages de sable sur les rives et de relier les deux îles principales.
À l'origine, le réservoir était formé de deux lacs, les lacs Kiamika supérieur et inférieur. En 1952, des travaux liés au contrôle des crues des rivières du Lièvre et des Outaouais pour la production d'électricité ont créé le réservoir, avec l'érection du barrage Kiamika commandé par la compagnie Maclaren. Cet ouvrage a aussi été réalisé afin de faciliter la drave sur la rivière Kiamika. Le réservoir Kiamika devient alors le troisième plus grand point d’eau de la région.

## Histoire du Parc régional
Durant les années 1990, les municipalités riveraines du réservoir ont pris pleinement conscience du potentiel de développement touristique de ce secteur. Des intervenants ont proposé, afin d’acquérir de meilleures connaissances sur le territoire, une étude de la part des différentes institutions et organisations (municipalités, corporation de développement, entreprises privées et ministère du gouvernement du Québec). En 2003, une étude visant à identifier les différents potentiels du milieu naturel à des fins futures d’interprétation a été réalisée par la Société de la faune et des parcs du Québec.
Le parc régional du réservoir Kiamika est une création du gouvernement du Québec et est géré localement par la Société de développement du réservoir Kiamika, la SDRK, ainsi que par la Municipalité Régionale de Comté d'Antoine-Labelle (MRCAL).

## Hydrographie

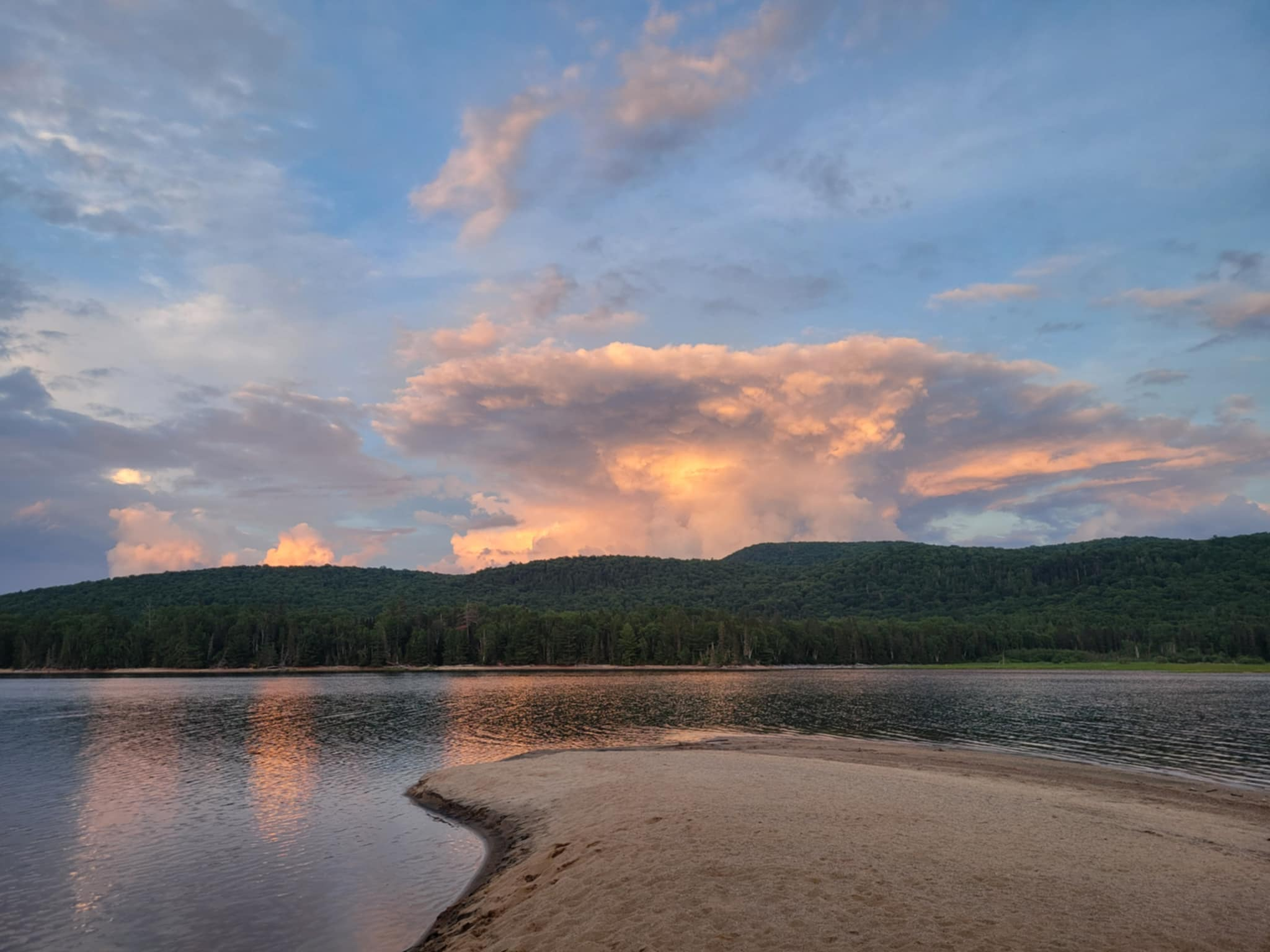
Parc régional du réservoir Kiamika de soir

Mis à part le réservoir, le parc régional Kiamika comporte plusieurs autres lacs sur son territoire. Trois lacs sont présents sur l'île de la Perdrix Blanche et un autre sur la petite île de la Perdrix. Ces lacs sont le résultat de l'ennoiement de petites superficies par des castors et qui ont ainsi bloqué l'écoulement de petits ruisseaux.
Le niveau d'eau du réservoir est sujet à plusieurs variations tout au long de l'année. La régularisation du niveau d'eau est sous l'autorité du Ministère du Développement durable, de l'Environnement et de la Lutte contre les changements climatiques (MDDELCC), par l'entremise de l'unité administrative du Centre d'Expertise Hydrique du Québec (CEHQ). Cette unité assure la régularisation du régime des eaux par l’exploitation des barrages publics, comme le barrage Kiamika. Elle veille à la sécurité des barrages et au maintien de l'intégrité de ces infrastructures.

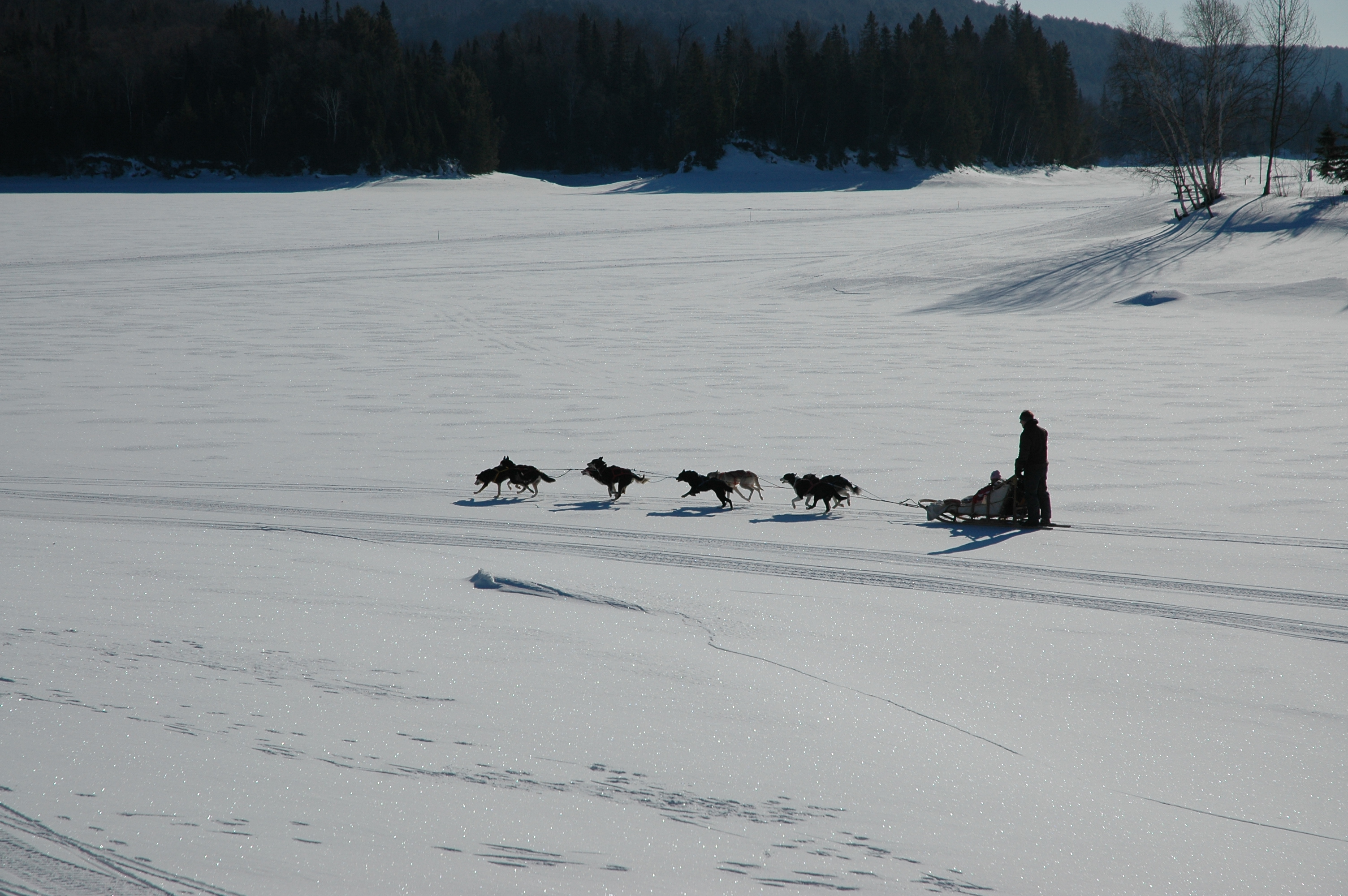
Parc régional du réservoir Kiamika

## Climat
Le réservoir Kiamika est situé au nord-ouest du fleuve Saint-Laurent, loin de toute influence marine ou estuarienne. Cette région possède un climat continental humide où d'importants écarts de températures ainsi que d'importantes précipitations annuelles ont été répertoriés.
La température moyenne annuelle est d'environ 3,0 ± 2,1 °C. En juillet, des maximums quotidiens de 25 °C peuvent être ressentis. En janvier, des minimums quotidiens de -21,3 °C ont été enregistrés. Un écart total de 46,3 °C est donc observé annuellement.
Davantage de millimètres de pluie tombent dans la région du réservoir que de millimètres de neige. Les précipitations annuelles se chiffrent à 1092,2 mm, en moyenne.
Environ un nombre de 1536,9 degrés-jours par an permet la croissance végétale (+ de 5 °C).

## Relief
Le territoire du parc régional se trouve dans la province géologique de Grenville (Bouclier canadien). Le socle rocheux est constitué de paragneiss et recouvert de dépôts indifférenciés (till) issus de la dernière glaciation. Ces dépôts sont observables dans les pentes de 15% ou moins. Sur les pentes de 15 à 30%, la roche mère est plutôt à découvert.
En moyenne, l'altitude pour les 2 îles principales du réservoir est de 300 m. Le sommet le plus haut se situe sur l'île de la Perdrix Blanche, avec une altitude de 400 m. Le relief des îles est plutôt accidenté.

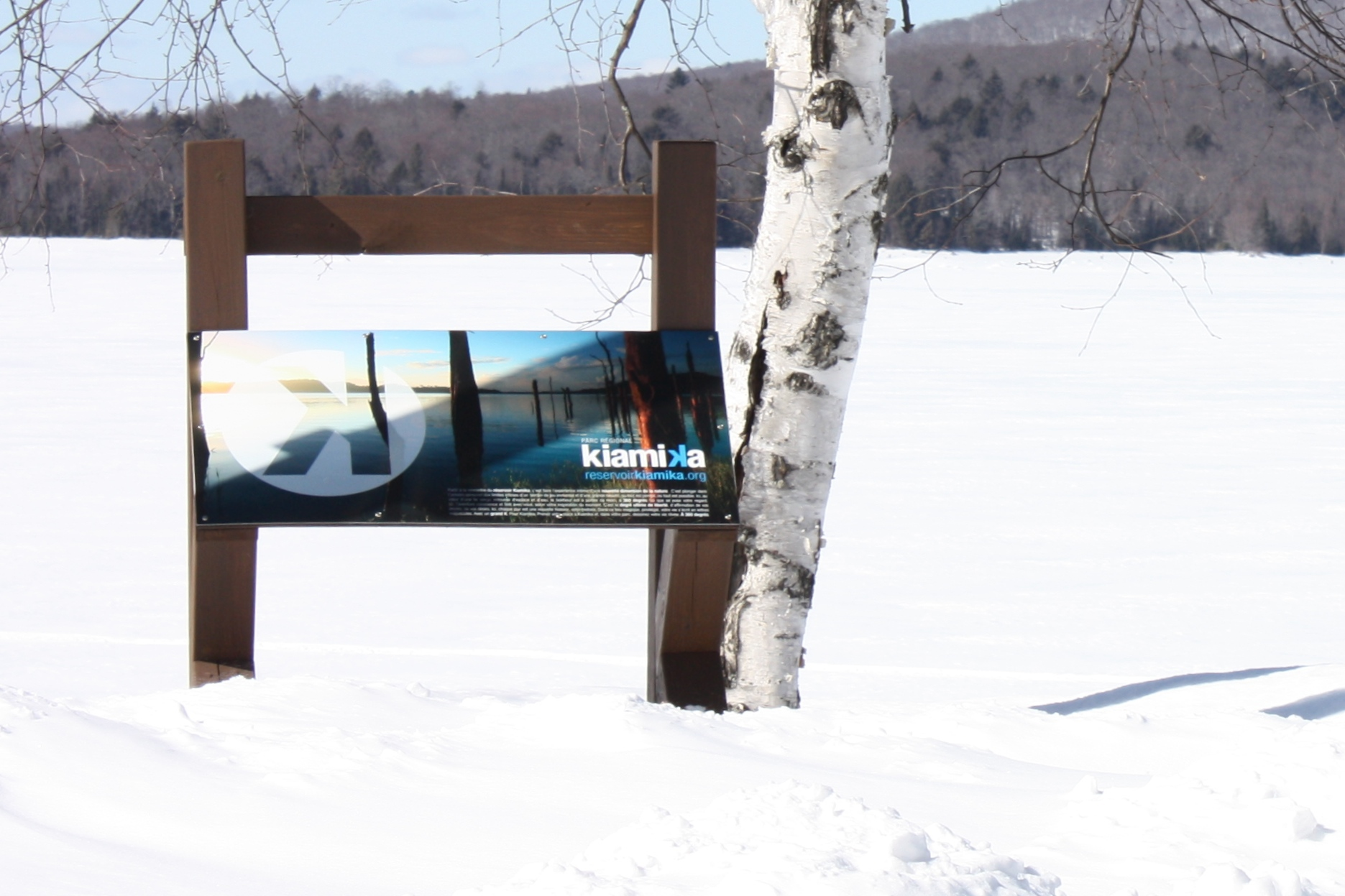
Parc régional du réservoir Kiamika

## Faune et flore
Situé dans la sous-zone de la forêt décidue de la zone tempérée nordique, le réservoir Kiamika propose un paysage majoritairement feuillu.
Plusieurs types d’essences forestières sont observables dans le parc régional comme l’érable à sucre (Acer saccharum), le bouleau jaune (Betula alleghaniensis), le chêne rouge (Quercus rubra), le hêtre à grandes feuilles (Fagus grandifolia), etc. On retrouve en tout 27 variétés d’arbres dont 18 ont été recensées sur l'île de la Perdrix Blanche. Différents types de peuplements forestiers ont été identifiés. Cependant, c'est l'érablière à bouleau jaune qui est la plus représentée.
Les îles de la Perdrix ainsi que l'île Rouge font partie de la réserve de biodiversité projetée établie en 2008. Un écosystème forestier exceptionnel (EFE) de 157 hectares est aussi présent sur l'île de la Perdrix Blanche. Il s'agit d'une érablière à bouleau jaune et à hêtres à grandes feuilles d'au moins 175 ans. Cette forêt, n'ayant jamais subi de perturbation naturelle majeure ou bien anthropique est classée comme étant une forêt ancienne.
À la fin du mois de juin, début de juillet, les iris versicolores (Iris versicolor) sont en fleurs et abondent à l’extrémité est du chenal entre les deux îles maîtresses.

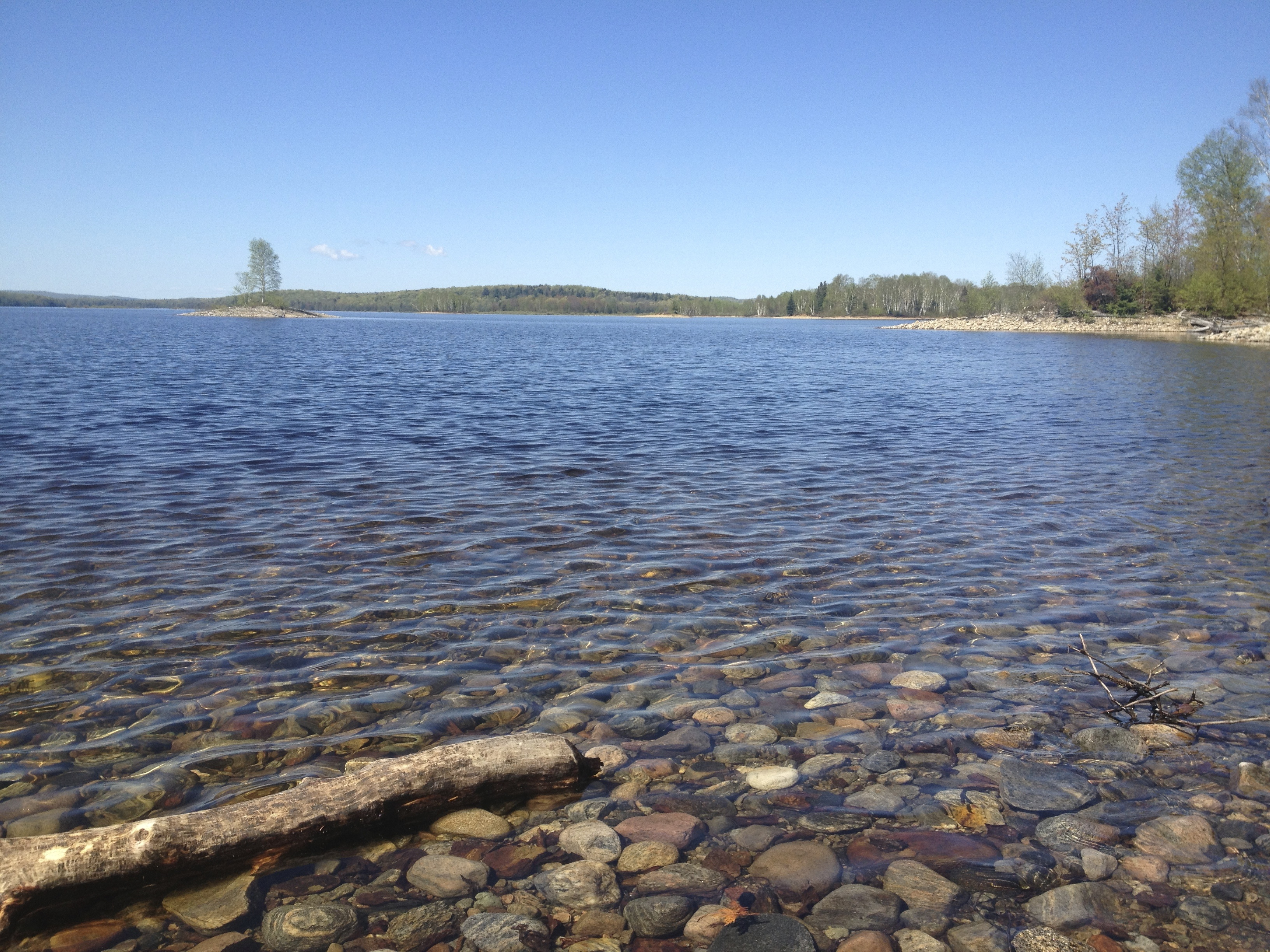
Parc régional du réservoir Kiamika

Ces forêts abritent aussi 71 espèces d’oiseaux. La période de migration, au printemps, est la période de pointe pour observer un grand nombre d'espèces. Une héronnière a déjà été répertoriée sur l'île de la Perdrix Blanche, mais elle n'est plus utilisée aujourd'hui.
Les secteurs du sud et ouest du réservoir sont des endroits où on retrouve une forte densité de cerf de Virginie (Odocoileus virginianus) en hiver. Ce secteur pourrait être un agrandissement important du ravage du lac David. Des signes de la présence de cet animal sur les deux îles de la Perdrix sont facilement perceptibles. Concernant les îles, on dénote aussi des signes de la présence d'ours noir (Ursus americanus) et d'orignal (Alces alces). Cependant, leur présence est fortuite, ces espèces se retrouvent plutôt sur le continent. Le loup gris (Canis lupus) et le renard roux (Vulpes vulpes) font aussi partie des espèces retrouvées sur les îles de la perdrix.
En ce qui a trait à l'herpétofaune, cinq espèces de grenouilles, deux espèces de rainette, quatre espèces de salamandres, une espèce de crapaud et une espèce de couleuvre ont été recensées sur les îles de la Perdrix.
Trois ruisseaux ont été inscrits au schéma d'aménagement de la MRCAL comme étant des intérêts écologiques par leurs caractéristiques d'habitat faunique. Il s'agit des ruisseaux des Cornes (dont l'embouchure a été désignée sanctuaire de pêche, donc pêche interdite), Castelnau et aux Bleuets Ouest.